# ベルリン＝ブランデンブルク放送

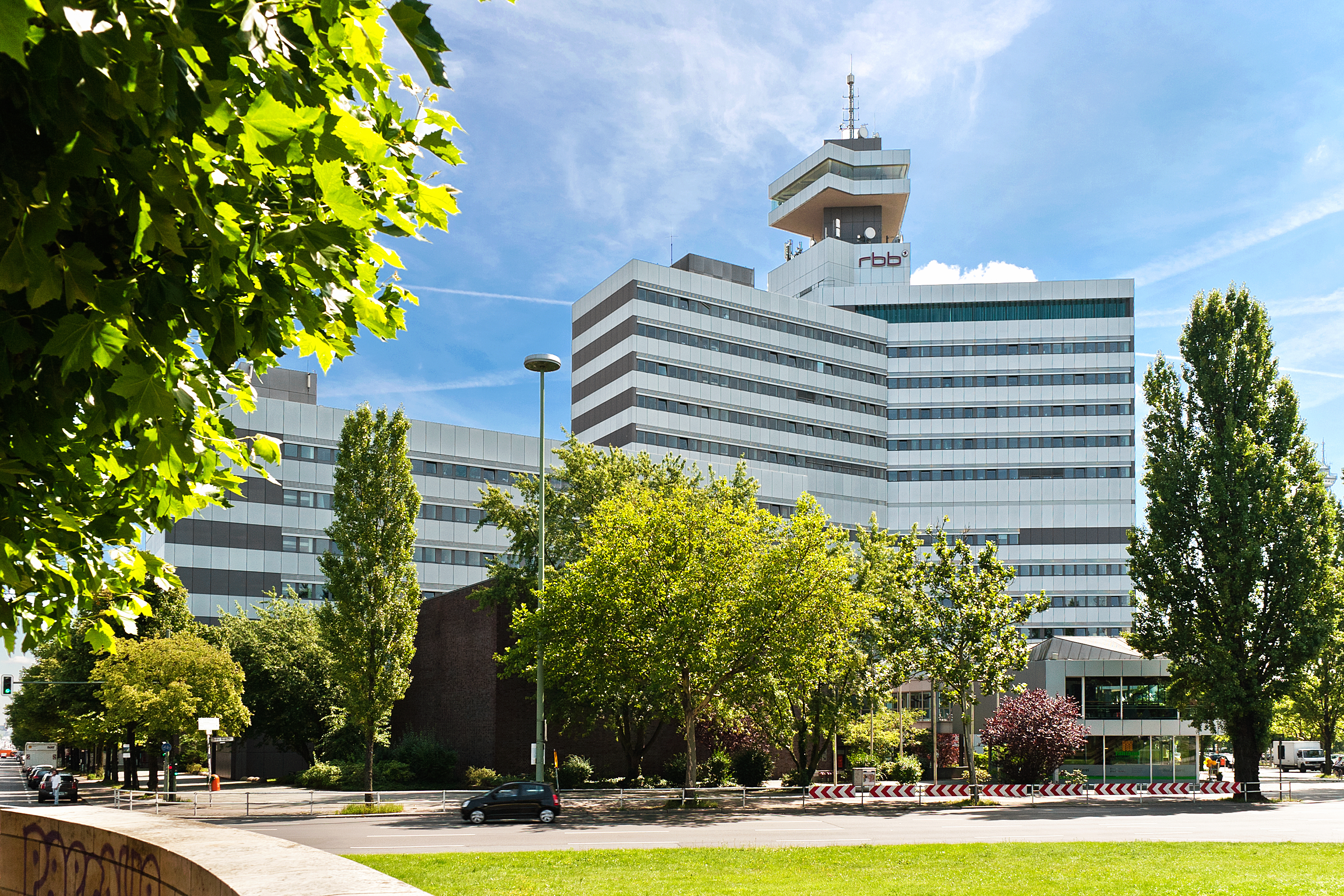
ベルリンのrbb放送センター

ベルリン＝ブランデンブルク放送（ドイツ語: Rundfunk Berlin-Brandenburg, rbb）は、ドイツの首都ベルリンおよびポツダムに本部を置く公共放送局。ドイツ公共放送連盟（ARD）加盟9局のひとつで、ベルリン州とブランデンブルク州を放送対象地域とする。

## 概要
前身は1953年に西ベルリンの放送局として設立された自由ベルリン放送（Sender Freies Berlin, SFB）および、旧東ドイツの国営放送であったドイツテレビジョン放送（DFF）およびDDRラジオ放送局の解体後1991年に設立されたブランデンブルク・東部ドイツ放送（Ostdeutscher Rundfunk Brandenburg, ORB）である。前者は統一後旧東ベルリンを含んだベルリン市内全域を、後者はブランデンブルク州を担当した。
SFBはソビエト連邦の影響下に入ったベルリン放送（Berliner Rundfunk、後のDDRラジオ放送局）に対抗するために、イギリス占領当局が設立した北西ドイツ放送（NWDR）をベルリン市内で中継したのがその始まりである。1953年にSFBとして分離された。ドイツ再統一後、SFBがベルリン市内全域を担当するようになった。
2003年5月1日にSFBとORBが合併し、現在のrbbが誕生した。

## 主な制作番組
- 僕らのザントメンヒェン（ドイツ語版）

ザントマンを題材にした子供向け人形アニメ。旧DFFで制作・放送されていたが、東西ドイツ統一後もORB→rbbによって制作が継続されている。